# Військові звання УНР
Військові звання УНР — система рангів в Армії Української Народної Республіки, що була утворена у грудні 1917 року наказом Військового секретаріату, та після цього неодноразово змінювалася.

## Армія УНР(1917)

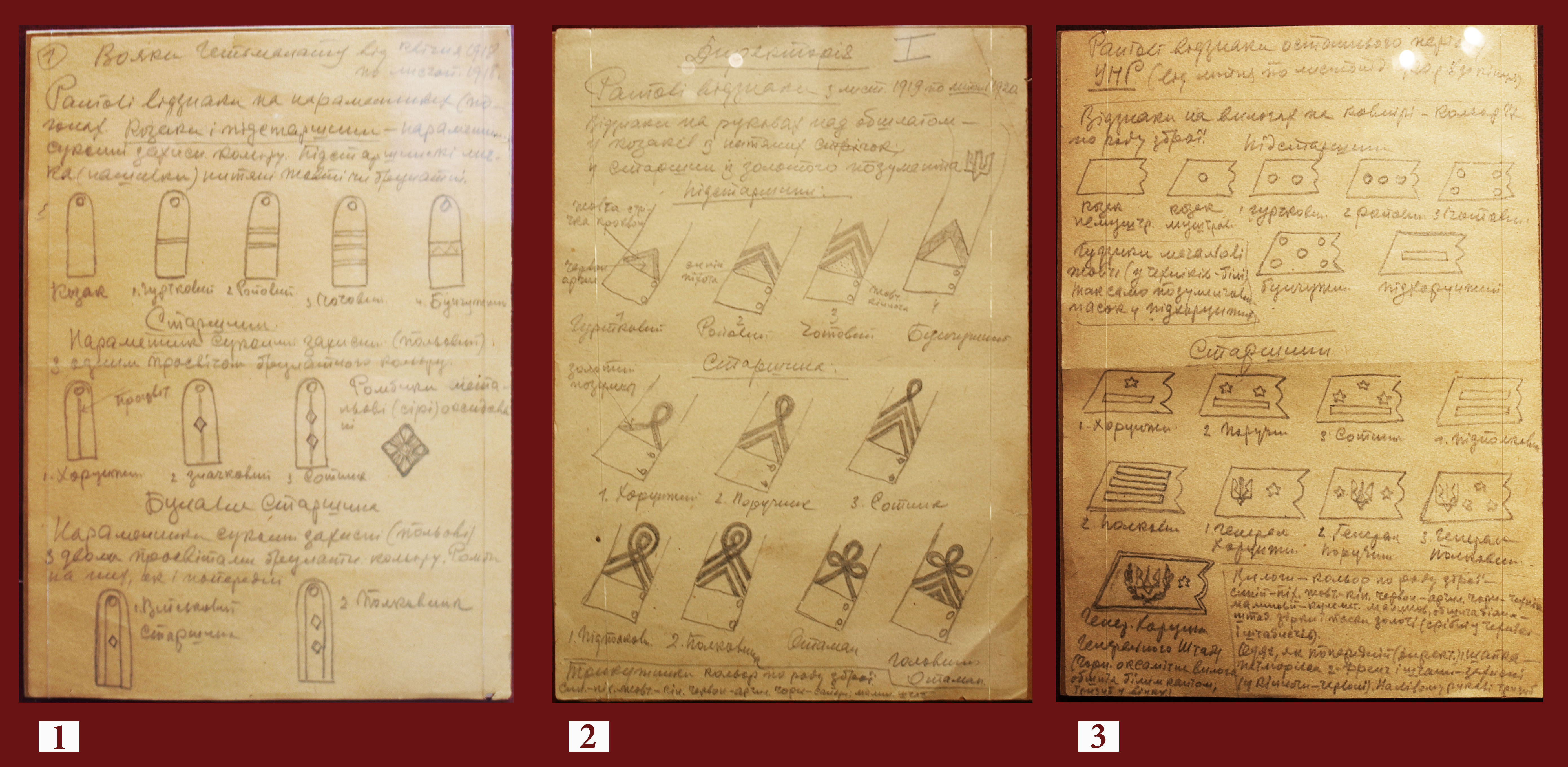
Рангові відзнаки української армії: 1) Збройні сили Української Держави 1918 року; 2) Армія Директорії 1919-1920 років; 3) Армія УНР 1920 р. (ескіз Миколи Битинського 1930 року).

Кокарда і погони Збройних сил Української Держави (1918).

Відповідно до наказу Військового секретаріату Ч. 105 від 28 грудня 1917 року виданого Миколою Поршем.
| Категорії             | Козаки | Козаки                    | Козаки          | Козаки           |
| --------------------- | ------ | ------------------------- | --------------- | ---------------- |
| Військове звання      | Козак  | Ройовий                   | Чотовий         | Бунчужний        |
| Сучасна відповідність | Солдат | Молоджий сержант, сержант | Старший сержант | Головний сержант |

| Категорії             | Козаки            | Козаки  | Козаки   | Козаки       | Козаки    | Отамани        | Отамани           | Отамани        | Отамани               | Отамани       |
| --------------------- | ----------------- | ------- | -------- | ------------ | --------- | -------------- | ----------------- | -------------- | --------------------- | ------------- |
| Військове звання      | Півсотенний       | Сотник  | Курінний | Осавул       | Полковник | Отаман бригади | Отаман дивізії    | Отаман корпусу | Отаман армії          | Отаман фронту |
| Сучасна відповідність | Старший лейтенант | Капітан | Майор    | Підполковник | Полковник | Генерал-майор  | Генерал-лейтенант | Генерал        | Генерал армії України | немає         |

Опісля видачі наказу Військового міністерства Ч. 137 від 29 березня 1918 року міністром Олександром Жуковським.
| Категорії             | Старшини     | Старшини        | Старшини | Старшини | Старшини     | Старшини  | Отамани           | Отамани        | Отамани               |
| --------------------- | ------------ | --------------- | -------- | -------- | ------------ | --------- | ----------------- | -------------- | --------------------- |
| Петлиця               |              |                 |          |          |              |           |                   |                |                       |
| Військове звання      | Підхорунжий  | Хорунжий        | Сотник   | Курінний | Осавул       | Полковник | Отаман дивізії    | Отаман корпусу | Отаман армії          |
| Сучасна відповідність | Штаб-сержант | Майстер-сержант | Капітан  | Майор    | Підполковник | Полковник | Генерал-лейтенант | Генерал        | Генерал армії України |

## Збройні сили Української Держави(1918)
Наказ Військовій офіції ч. 221 від 16 червня 1918 року
| Розряди               | Генеральна старшина   | Генеральна старшина   | Генеральна старшина  | Штаб-старшини | Штаб-старшини       | Оберстаршини | Оберстаршини      | Оберстаршини |
| --------------------- | --------------------- | --------------------- | -------------------- | ------------- | ------------------- | ------------ | ----------------- | ------------ |
| Погон                 |                       |                       |                      |               |                     |              |                   |              |
| Військове звання      | Генеральний бунчужний | Генеральний значковий | Генеральний хорунжий | Полковник     | Військовий старшина | Сотник       | Значковий         | Хорунжий     |
| Сучасна відповідність | Генерал               | Генерал-лейтенант     | Генерал-майор        | Полковник     | Підполковник        | Капітан      | Старший лейтенант | Лейтенант    |

Наказ Військовій офіції ч. 222 від 18 червня 1918 року.
| Розряди               | Генеральна старшина   | Генеральна старшина   | Генеральна старшина  | Штаб-старшини | Штаб-старшини       | Оберстаршини | Оберстаршини      | Оберстаршини |
| --------------------- | --------------------- | --------------------- | -------------------- | ------------- | ------------------- | ------------ | ----------------- | ------------ |
| Погон                 |                       |                       |                      |               |                     |              |                   |              |
| Військове звання      | Генеральний бунчужний | Генеральний значковий | Генеральний хорунжий | Полковник     | Військовий старшина | Сотник       | Значковий         | Хорунжий     |
| Сучасна відповідність | Генерал               | Генерал-лейтенант     | Генерал-майор        | Полковник     | Підполковник        | Капітан      | Старший лейтенант | Лейтенант    |

Наказ по Морському відомству ч. 166/28 від 15 липня 1918 року.
Старшини
| Розряди               | Адміралітет | Адміралітет | Адміралітет  | Штаб-старшини   | Штаб-старшини   | Штаб-старшини     | Оберстаршини      | Оберстаршини      | Оберстаршини |
| --------------------- | ----------- | ----------- | ------------ | --------------- | --------------- | ----------------- | ----------------- | ----------------- | ------------ |
| Погон                 |             |             |              |                 |                 |                   |                   |                   |              |
| Шеврон                |             |             |              |                 |                 |                   |                   |                   |              |
| Військове звання      | Адмірал     | Віцеадмірал | Контрадмірал | Капітан 1 рангу | Капітан 2 рангу | Старший лейтенант | Лейтенант         | Мічман            | Гардемарин   |
| Сучасна відповідність | Адмірал     | Віцеадмірал | Контрадмірал | Капітан 1 рангу | Капітан 2 рангу | Капітан 3 рангу   | Капітан-лейтенант | Старший лейтенант | немає        |

Підстаршини і матроси
| Розряди               | Підстаршини                   | Підстаршини       | Підстаршини       | Матроси        | Матроси |
| --------------------- | ----------------------------- | ----------------- | ----------------- | -------------- | ------- |
| Погон                 |                               |                   |                   |                |         |
| Шеврон                |                               |                   |                   |                |         |
| Військове звання      | Кондуктор                     | Боцман            | Боцманмат         | Мат            | Матрос  |
| Сучасна відповідність | Головний корабельний старшина | Головний старшина | Старшина I статті | Старший матрос | Матрос  |

Наказ Військовій офіції ч. 515 від 20 серпня 1918 року.
| Розряди               | Підстаршини надстрокової служби | Підстаршини надстрокової служби | Підстаршини надстрокової служби |
| --------------------- | ------------------------------- | ------------------------------- | ------------------------------- |
| Погон                 |                                 |                                 |                                 |
| Військове звання      | Бунчужний                       | Чотовий                         | Ройовий                         |
| Сучасна відповідність | Головний сержант                | Старший сержант                 | Молодший сержант                |

Наказ Військовій офіції ч. 534 від 21 серпня 1918 року.
| Розряди               | Підстаршини строкової служби | Підстаршини строкової служби | Підстаршини строкової служби | Козаки |
| --------------------- | ---------------------------- | ---------------------------- | ---------------------------- | ------ |
| Погон                 |                              |                              |                              |        |
| Військове звання      | Бунчужний                    | Чотовий                      | Ройовий                      | Козак  |
| Сучасна відповідність | Головний сержант             | Старший сержант              | Молодший сержант             | Солдат |

Наказ Військовій офіції ч. 449 від 27 серпня 1918 року.
| Розряди               | Генеральна старшина   | Генеральна старшина   | Генеральна старшина  |
| --------------------- | --------------------- | --------------------- | -------------------- |
| Погон                 |                       |                       |                      |
| Військове звання      | Генеральний бунчужний | Генеральний значковий | Генеральний хорунжий |
| Сучасна відповідність | Генерал               | Генерал-лейтенант     | Генерал-майор        |

## За часівДиректорії УНР(1919-1920)

### НаказГоловної управивійська УНР(ГУВУНР) ч. 28 від8 січня1919року.
На жаль, достеменний вигляд цих шевронів наразі не відомий.

### Наказвійськам дієвоїармії УНРч. 80 від9 квітня1919року.

#### Старшини
| Розряди               | Отаманна старшина | Отаманна старшина                | Булавна старшина | Булавна старшина | Старшини | Старшини          | Старшини  |
| --------------------- | ----------------- | -------------------------------- | ---------------- | ---------------- | -------- | ----------------- | --------- |
| Шеврон                |                   |                                  |                  |                  |          |                   |           |
| Військове звання      | Кошовий отаман    | Отаман                           | Полковник        | Осавул           | Сотник   | Чотар             | Хорунжий  |
| Сучасна відповідність | Генерал           | Генерал-лейтенант, генерал-майор | Полковник        | Підполковник     | Капітан  | Старший лейтенант | Лейтенант |

#### Козаки
| Розряди               | Підстаршини      | Підстаршини     | Підстаршини      | Козаки |
| --------------------- | ---------------- | --------------- | ---------------- | ------ |
| Шеврон                |                  |                 |                  | немає  |
| Військове звання      | Бунчужний        | Чотовий         | Ройовий          | Козак  |
| Сучасна відповідність | Головний сержант | Старший сержант | Молодший сержант | Солдат |

### Наказпо Морському відомству ч. 18/132/74 від16 квітня1919року.

#### Старшини
| Розряди                 | NNNN старшини    | NNNN старшини                     | NNNN старшини | NNNN старшини | NNNN старшини | NNNN старшини | NNNN старшини     | NNNN старшини |
| ----------------------- | ---------------- | --------------------------------- | ------------- | ------------- | ------------- | ------------- | ----------------- | ------------- |
| Шеврон                  |                  |                                   |               |               |               |               |                   |               |
| Військове звання/посада | Морський міністр | Начальник дивізії морської піхоти | Полковник     | Підполковник  | Отаман        | Сотник        | Поручник          | Хорунжий      |
| Сучасна відповідність   | немає            | немає                             | Полковник     | Підполковник  | Майор         | Капітан       | Старший лейтенант | Лейтенант     |

#### Козаки
| Розряди               | Підстаршини      | Підстаршини     | Підстаршини      | Козаки |
| --------------------- | ---------------- | --------------- | ---------------- | ------ |
| Шеврон                |                  |                 |                  | немає  |
| Військове звання      | Бунчужний        | Чотовий         | Ройовий          | Козак  |
| Сучасна відповідність | Головний сержант | Старший сержант | Молодший сержант | Солдат |

### Розпоряд Державного секретаріату військових справ (ДСВС)Західної області УНРч.46 від22 квітня1919року.

#### Старшини
| Розряди               | Генеральна старшина | Генеральна старшина | Генеральна старшина | Полкова старшина | Полкова старшина | Полкова старшина | Сотенна старшина | Сотенна старшина  | Сотенна старшина | Сотенна старшина   |
| --------------------- | ------------------- | ------------------- | ------------------- | ---------------- | ---------------- | ---------------- | ---------------- | ----------------- | ---------------- | ------------------ |
| Шеврон                |                     |                     |                     |                  |                  |                  |                  |                   |                  |                    |
| Військове звання      | Генерал-сотник      | Генерал-поручник    | Генерал-чотар       | Полковник        | Підполковник     | Отаман           | Сотник           | Поручник          | Чотар            | Хорунжий           |
| Сучасна відповідність | Генерал             | Генерал-лейтенант   | Генерал-майор       | Полковник        | Підполковник     | Майор            | Капітан          | Старший лейтенант | Лейтенант        | Молодший лейтенант |

#### Рядовикиіпідстаршини
| Розряди               | Підстаршини       | Підстаршини      | Підстаршини     | Підстаршини      | Рядовики         | Рядовики |
| --------------------- | ----------------- | ---------------- | --------------- | ---------------- | ---------------- | -------- |
| Шеврон                |                   |                  |                 |                  |                  | немає    |
| Військове звання      | Булавний десятник | Старший десятник | Десятник        | Вістун           | Старший стрілець | Стрілець |
| Сучасна відповідність | немає             | Головний сержант | Старший сержант | Молодший сержант | Старший солдат   | Солдат   |

### Наказ Головної управивійська УНР(ГУВУНР) ч. 276 від24 квітня1919року.

#### Старшини
| Розряди                 | Отаманна старшина                                | Отаманна старшина                      | Отаманна старшина       | Отаманна старшина     | Отаманна старшина | Булавна старшина | Булавна старшина | Старшини | Старшини          | Старшини  | Старшини    |
| ----------------------- | ------------------------------------------------ | -------------------------------------- | ----------------------- | --------------------- | ----------------- | ---------------- | ---------------- | -------- | ----------------- | --------- | ----------- |
| Шеврон                  |                                                  |                                        |                         |                       |                   |                  |                  |          |                   |           |             |
| Військове звання/посада | Головний отаман                                  | Наказний отаман                        | Військовий міністр      | Кошовий отаман        | Отаман            | Полковник        | Осавул           | Сотник   | Чотар             | Хорунжий  | Підхорунжий |
| Сучасна відповідність   | Верховний головнокомандувач Збройних сил України | Головнокомандувач Збройних сил України | Міністр оборони України | Генерал армії України | Генерал-лейтенант | Полковник        | Підполковник     | Капітан  | Старший лейтенант | Лейтенант | немає       |

#### Козаки
| Розряди               | Підстаршини      | Підстаршини     | Підстаршини      | Підстаршини    | Козаки |
| --------------------- | ---------------- | --------------- | ---------------- | -------------- | ------ |
| Шеврон                |                  |                 |                  |                |        |
| Військове звання      | Бунчужний        | Чотовий         | Ройовий          | Гуртовий       | Козак  |
| Сучасна відповідність | Головний сержант | Старший сержант | Молодший сержант | Старший солдат | Солдат |

### НаказГоловної управивійська УНР(ГУВУНР) ч. 32 від30 червня1919року.

#### Урядовці
| Категорія             | Урядовці Військової Офіції | Урядовці Військової Офіції | Урядовці Військової Офіції | Урядовці Військової Офіції | Урядовці Військової Офіції | Урядовці Військової Офіції | Урядовці Військової Офіції |
| --------------------- | -------------------------- | -------------------------- | -------------------------- | -------------------------- | -------------------------- | -------------------------- | -------------------------- |
| Шеврон                |                            |                            |                            |                            |                            |                            |                            |
| Ранг                  | Урядовець IV класу         | Урядовець V класу          | Урядовець VI класу         | Урядовець VII класу        | Урядовець VIII класу       | Урядовець IX класу         | Урядовець X класу          |
| Сучасна відповідність | немає                      | немає                      | немає                      | немає                      | немає                      | немає                      | немає                      |

### НаказГоловної командивійська УНР(ГКВУНР) ч. 113 від30 липня1919року.

#### Старшини
| Розряди                 | Отаманна старшина                                | Отаманна старшина                      | Отаманна старшина        | Отаманна старшина        | Отаманна старшина        | Булавна старшина | Булавна старшина | Старшини | Старшини          | Старшини  | Старшини    |
| ----------------------- | ------------------------------------------------ | -------------------------------------- | ------------------------ | ------------------------ | ------------------------ | ---------------- | ---------------- | -------- | ----------------- | --------- | ----------- |
| Петлиця                 | Вигляд петлиці невідомий                         | Вигляд петлиці невідомий               | Вигляд петлиці невідомий | Вигляд петлиці невідомий | Вигляд петлиці невідомий |                  |                  |          |                   |           |             |
| Військове звання/посада | Головний отаман                                  | Наказний отаман                        | Військовий міністр       | Кошовий отаман           | Отаман                   | Полковник        | Осавул           | Сотник   | Чотар             | Хорунжий  | Підхорунжий |
| Сучасна відповідність   | Верховний головнокомандувач Збройних сил України | Головнокомандувач Збройних сил України | Міністр оборони України  | Генерал армії України    | Генерал-лейтенант        | Полковник        | Підполковник     | Капітан  | Старший лейтенант | Лейтенант | немає       |

#### Козаки
| Розряди               | Підстаршини      | Підстаршини     | Підстаршини      | Підстаршини    | Козаки |
| --------------------- | ---------------- | --------------- | ---------------- | -------------- | ------ |
| Петлиця               |                  |                 |                  |                |        |
| Військове звання      | Бунчужний        | Чотовий         | Ройовий          | Гуртовий       | Козак  |
| Сучасна відповідність | Головний сежрант | Старший сержант | Молодший сержант | Старший солдат | Солдат |

### НаказГоловної управивійська УНР(ГУВУНР) ч. 16 від30 березня1920року.

#### Старшини
| Розряди               | Генеральна старшина   | Генеральна старшина | Генеральна старшина | Булавна старшина | Булавна старшина | Старшини | Старшини          | Старшини  |
| --------------------- | --------------------- | ------------------- | ------------------- | ---------------- | ---------------- | -------- | ----------------- | --------- |
| Петлиця               |                       |                     |                     |                  |                  |          |                   |           |
| Військове звання      | Генерал-полковник     | Генерал-поручник    | Генерал-хорунжий    | Полковник        | Підполковник     | Сотник   | Поручник          | Хорунжий  |
| Сучасна відповідність | Генерал армії України | Генерал-лейтенант   | Генерал-майор       | Полковник        | Підполковник     | Капітан  | Старший лейтенант | Лейтенант |

#### Козаки
| Розряди               | Підстаршини | Підстаршини      | Підстаршини     | Підстаршини      | Козаки         | Козаки |
| --------------------- | ----------- | ---------------- | --------------- | ---------------- | -------------- | ------ |
| Петлиця               |             |                  |                 |                  |                |        |
| Військове звання      | Підхорунжий | Бунчужний        | Чотовий         | Ройовий          | Гуртовий       | Козак  |
| Сучасна відповідність | немає       | Головний сержант | Старший сержант | Молодший сержант | Старший солдат | Солдат |

### НаказГоловної управивійська УНР(ГУВУНР) ч. 140 від16 червня1920року.

#### Старшини
| Розряди               | Генеральна старшина   | Генеральна старшина | Генеральна старшина | Булавна старшина | Булавна старшина | Старшини | Старшини          | Старшини  |
| --------------------- | --------------------- | ------------------- | ------------------- | ---------------- | ---------------- | -------- | ----------------- | --------- |
| Петлиця               |                       |                     |                     |                  |                  |          |                   |           |
| Військове звання      | Генерал-полковник     | Генерал-поручник    | Генерал-хорунжий    | Полковник        | Підполковник     | Сотник   | Поручник          | Хорунжий  |
| Сучасна відповідність | Генерал армії України | Генерал-лейтенант   | Генерал-майор       | Полковник        | Підполковник     | Капітан  | Старший лейтенант | Лейтенант |

#### Козаки
| Розряди               | Підстаршини | Підстаршини      | Підстаршини     | Підстаршини      | Козаки         | Козаки |
| --------------------- | ----------- | ---------------- | --------------- | ---------------- | -------------- | ------ |
| Петлиця               |             |                  |                 |                  |                |        |
| Військове звання      | Підхорунжий | Бунчужний        | Чотовий         | Ройовий          | Гуртовий       | Козак  |
| Сучасна відповідність | немає       | Головний сержант | Старший сержант | Молодший сержант | Старший солдат | Солдат |